# 3B busz (Miskolc)
A miskolci 3B-s buszjárat 2006-ban közlekedett a Búza tér és a Kisfaludy utca (Martinkertváros) között. A vonalat szóló autóbuszok látták el. Ez a járat nagyon rövid életű volt, mindössze 3 hónapig közlekedett. A 2006-os nagy átszervezéskor szűnt meg. Útvonalát a 3A-s busz vette át 2007-től.

## Megállóhelyei
Búza tér – Bajcsy-Zs. u. – Vízügyi Igazg. – Vasúti sorompó – Bajza J. u. – Iskola tér – Bornemissza u. – Velence u. – Kisfaludy u.
Kisfaludy u. – Martint. piac – Balassa u. – Vasúti sorompó – Vízügyi Igazg. – Szinvapark – Búza tér